# Малов До
Малов До (на сръбски: Малов До) е село в Черна гора, разположено в община Котор. Населението му според преброяването през 2011 г. е 8 души.

## Население
Численост на населението според преброяванията през годините:
- 1948 – 72 души
- 1953 – 94 души
- 1961 – 96 души
- 1971 – 79 души
- 1981 – 34 души
- 1991 – 8 души
- 2003 – 11 души
- 2011 – 8 души